# Nyborg (commune de Kalix)
Pour les articles homonymes, voir Nyborg (homonymie).
Nyborg est une localité de la commune de Kalix dans le comté de Norrbotten en Suède.
Sa population était de 807 habitants en 2019.